# Gabriela Schloesser
Gabriela Schloesser (Tijuana, 18 de fevereiro de 1994) é uma arqueira profissional neerlandesa, medalhista olímpica.

## Carreira
Schloesser participou da prova de tiro com arco em equipes mista nos Jogos Olímpicos de Verão de 2020 em Tóquio ao lado de Steve Wijler, conquistando a medalha de prata.